# Trentepohlia (Trentepohlia) laetipennis
Trentepohlia (Trentepohlia) laetipennis is een tweevleugelige uit de familie steltmuggen (Limoniidae). De soort komt voor in het Oriëntaals gebied.